# Edward Vernon Rickenbacker
Edward Vernon « Eddie » Rickenbacker (8 octobre 1890 à Columbus, Ohio, États-Unis; † 23 juillet 1973 à Zurich, Suisse) est un as de l'aviation américaine de la Première Guerre mondiale. Avec vingt-six victoires, il est le pilote de chasse américain ayant obtenu le plus de victoires durant ce conflit.

## Biographie

### Avant la Première Guerre mondiale

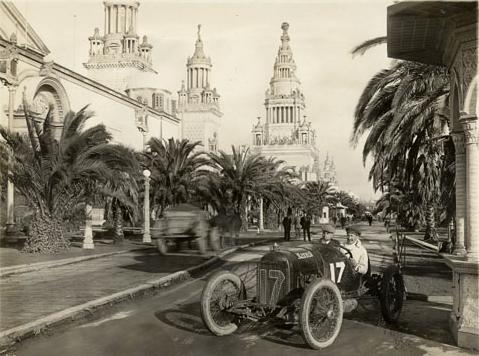
Rickenbacker au GP des États-Unis 1915 (San Francisco, Maxwell).

En 1904, William Rickenbacker, le père d'Eddie, trouve la mort dans un accident de chantier. Le jeune Eddie quitte à ce moment-là l'école. Il se met à travailler pour soutenir financièrement sa famille. C'est alors qu'il commence à s'intéresser au domaine technique ; il trouve un emploi comme mécanicien automobile.
À partir de 1910, Edward Rickenbacker travaille d'abord comme pilote d'essai automobile, ensuite comme pilote de courses. Entre 1911 et 1916, il participe à une quarantaine de compétitions du Championnat américain de course automobile (dont il termine troisième en 1916). Il obtient ainsi huit victoires: Sioux City en 1914 sur Duesenberg, Sioux City, Omaha et Providence en 1915 sur Maxwell, Metropolitan Trophy de Sheepshead Bay, Des Moines Sprint Race, Montamarathon/Potlach Trophy de Tacoma et Ascot Derby de Los Angeles en 1916 encore sur Maxwell, et il participe aux 500 miles d'Indianapolis à 5 reprises entre 1911 et 1916 (10e en 1914). Après avoir établi également plusieurs records (il a atteint ainsi officieusement la vitesse alors phénoménale de 214 km/h), il décide, en 1917, de se rendre en Angleterre pour participer à la nouvelle saison de courses automobiles.

### Première Guerre mondiale
Après l'entrée en guerre des États-Unis, il s'engage dans l'armée où il exerce la fonction de chauffeur. C'est ainsi qu'il est entre autres le chauffeur du commandant en chef américain, le général John Pershing.
Le 26 juin 1917, il arrive en France où il peut prendre des leçons de vol. Comme il se montre intéressé par l'aviation, il est muté le 4 mars 1918 à la 94e escadrille de chasse américaine, sous le commandement de Raoul Gervais Lufbery.
Le 20 avril, il obtient sa première victoire. Ce jour-là, Rickenbacker, volant sur un Nieuport 28, patrouille avec son camarade James Hall dans le ciel au-dessus de Baussant. Dès qu'ils repèrent l'appareil ennemi, Hall attaque, mais l'Allemand rompt le combat. Rickenbacker le prend alors en chasse et l'abat.

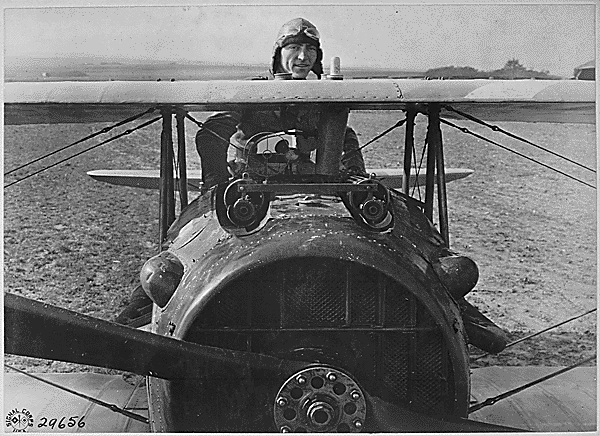
Rickenbacker, à bord de son avion SPAD.

Peu de temps après, Rickenbacker descend un autre appareil ennemi de la JASTA 64, et, jusqu'à fin mai, il comptabilise cinq victoires aériennes. Il se voit alors remettre, en qualité d'as, la Croix de guerre française.
Mais, alors que les Américains ont besoin de plus en plus de pilotes expérimentés, Rickenbacker doit se faire soigner durant l'été pour une inflammation aux oreilles. Lorsqu'il est à nouveau opérationnel, il devient l'un des adversaires les plus dangereux des Allemands. Grâce à ses succès et à ses capacités, il est nommé au grade de capitaine, et, ainsi, prend la tête de la 94e escadrille de chasse.
Avec ses 26 victoires, dont quatre obtenues contre des ballons, au 30 octobre 1918, Rickenbacker arrive en tête des pilotes de chasse américains de la Première Guerre mondiale. Il est décoré a posteriori, en 1931, de la Medal of Honor pour une action du 25 septembre 1918 durant laquelle il a attaqué sept avions ennemis et en a abattu deux (un avion de reconnaissance lourdement armé et un chasseur).

#### Vidéo
| (vidéo)                                                                                           | \| Rickenbacker en mission avec son escadrille, reconstitution d'époque d'une attaque au sol. (info) \| \| Des difficultés à voir ces vidéos ? Consultez l'aide. \| |
| Rickenbacker en mission avec son escadrille, reconstitution d'époque d'une attaque au sol. (info) | |
| Des difficultés à voir ces vidéos ? Consultez l'aide.                                             | |

Phrase de Edward Vernon Rickenbacker :
« Le courage c'est faire ce qu'on a peur de faire, et il ne peut y avoir de courage sans peur. »

### Entre-deux-guerres et Seconde Guerre mondiale
Après la guerre, Rickenbacker fonde une entreprise de fabrication de voitures qui, malgré la conception de modèles d'avant-garde, s'avère non rentable. En 1922, il se marie avec Adelaïde Frost (1889-1977) avec laquelle il a deux enfants, David et William. En 1927, il achète le circuit Indianapolis Motor Speedway qu'il dirige jusqu'à sa fermeture temporaire durant les quatre années de la Seconde Guerre mondiale. Après avoir été dans l'impossibilité de rénover le circuit, il vend celui-ci en 1947. De 1935 à 1940 il scénarise le comic strip Ace Drummond, adapté en serial en 1936.
En 1942, il visite plusieurs aérodromes d'entraînement dans le sud des États-Unis et en Angleterre. En octobre on l'envoie dans le Pacifique mais lors d'un vol à bord d'un B-17, son appareil dévie de sa route initiale et Rickenbacker et son équipage doivent amerrir. Après trois jours en mer, ils n'ont plus rien à manger mais réussissent toutefois à survivre en pêchant du poisson, en attrapant des oiseaux et en buvant de l'eau de pluie. Ce n'est qu'au bout de vingt-quatre jours qu'ils sont sauvés de la pleine mer (le 13 novembre).

### Après la Seconde Guerre mondiale
Devenu président de la compagnie aérienne Eastern Air Lines dès 1938, Rickenbacker contribue à développer avec succès cette entreprise, mais lorsque la situation économique de celle-ci se dégrade dans les années 1950, il doit démissionner le 1er octobre 1959 de son poste de dirigeant.
Après avoir occupé encore durant une certaine période le poste de cadre dans la compagnie, il quitta celle-ci le 31 décembre 1963. Dix ans plus tard, il meurt à Zurich, en Suisse. Son épouse est décédée en 1977. En son honneur, la base aérienne de sa ville natale est rebaptisée Rickenbacker Air Force Base, (devenue en 1980 Rickenbacker Air National Guard Base (en)). La voie rapide enjambant l'océan entre Miami (Floride), Virginia Key (qui abrite le Miami Seaquarium) et Key Biscayne, à travers la baie de Biscayne, porte également son nom : le Rickenbacker Causeway (en).